# 马军 (环保人士)
马军（1968年5月22日—），北京人，是中國民間環境保護組織「公眾與環境研究中心」的創辦人。由于个人绘制「中国水污染地图」（1999年）而被评为「2006绿色中国年度人物」，并且登上时代周刊的「2006年度全球最具影响力100人」。
他在1992年從北京國際關係學院國際新聞系畢業後，曾在香港南華早報任職研究員，2000至02年出任南華網有限公司北京代表處首席代表，其後轉到一家咨詢公司任職，現時為該公司合夥人之一。他著有《中國水危機》一書（1999年出版），分析了當時中國七大流域的水資源問題。
2009年他獲得麥格塞塞獎，2012年獲得戈德曼环境奖。